# 나주시의 역사

## 역사
| Daedongyeojido (Gyujanggak) 18-05.jpg |
| Daedongyeojido (Gyujanggak) 19-05.jpg |

- 원삼국시대 : 마한의 54개국 중 불미국(不彌國)이었다고 추정된다.
- 삼국시대 : 마한이 백제에게 정복 당하며 불미국이 있던 지역은 발라군(發羅郡)이 되었다. 백제 멸망 후에 당나라 웅진도독부의 대방주(帶方州)가 된다.
- 남북국시대 : 신라는 웅진도독부를 몰아낸 후 전국을 9주로 편제하고 발라군을 발라주(發羅州)로 승격 시켜 오늘날의 전남 지방을 관할하는 치소로 삼았으나 발라주는 9년 만에 다시 발라군으로 강등되고 무진군(武珍郡, 현 광주광역시)을 무진주(武珍州)로 승격 시켜 무진주 중심의 지방 편제로 개편하고 현 반남면 지역은 반남군(潘南郡)으로 승격시켰다. 이와 함께 신라의 군사 조직인 10정 가운데 미다부리정을 현 남평읍 지역인 미동부리현(未冬夫里縣)에 설치하여 무진주 관내의 치안을 유지하고 토착 세력을 통제하게 한다. 686년(신라 신문왕 6년) 통의군(通義郡)으로 개칭되었다가 757년(신라 경덕왕 16년) 금성군(錦城郡) 혹은 금산군(錦山郡)으로 개칭된다.
- 후삼국시대 : 후백제의 영역이 되었으나 903년(태봉 궁예 3년/후백제 견훤 12년/신라 효공왕 7년) 궁예가 왕건을 파견해 금성군을 후백제에게서 점령하고 나주(羅州)라 개칭한다.
- 고려시대 : 983년(고려 성종 2년) 처음으로 십이목(十二牧)을 두었는데 이 때, 나주에 나주목(羅州牧)을 두었다. 995년(성종 14)에 이르러 병마절도사를 두어 군대의 칭호를 진해군이라 하였다. 1011년(현종 2) 거란의 침입으로 잠시 피난왕도가 되었으며(기간 1011년 1월 13일～1월 31일까지) 1018년 전국 8목 중 하나로 나주목이 되어 1895년까지 계속되었다. 나주목은 지방관이 파견되지 않은 5개의 속군과 11개의 속현을 거느리고 있었고, 지방관이 파견된 1부, 4군 4현의 영군현을 지휘감독하는 위치에 있었다
- 조선시대 : 세조 2년(1457년) 병영의 하부 조직인 거진(巨鎭)을 설치하고 진장(鎭將)인 병마사(兵馬使)는 목사(牧使)가 겸임 하였으며 효종 8년(1657년) 나주거진(羅州巨鎭)을 전라우영(全羅右營)으로 개편함으로써 우영장(右營將)을 두어 2군 8현의 군비를 장악하게 하였다
- 1895년 6월 23일(음력 윤 5월 1일) 나주군을 두고 나주부를 설치하여 전남 일원을 관할하였다.[1]
- 1896년 8월 4일 전라남도 나주군으로 개편되고 이때 38개 면, 32개 섬 가운데 32개 섬은 새로 만들어진 지도군에 넘기고, 원정·금마·비음·종남의 4개 면은 영암군에, 적량·장본·여항면은 함평군에, 오산면은 광주군에, 대화면은 장성군에, 삼향면은 무안군에 넘겨 28개 면이 되었다.[2]

### 1914년 이후
- 1914년 4월 1일 나주군, 남평군을 나주군으로 통폐합하였다.[3] (19면)
- 1917년 10월 1일 양지면을 영산면으로 개칭하였다.
- 1929년 4월 1일 나신면을 나주면과 영산면에 분할 편입하였다.[4] (18면)
- 1931년 11월 1일 나주면을 나주읍으로 승격하였다.[5] (1읍 17면)
- 1937년 7월 1일 영산면을 영산포읍으로 승격하였다.[6] (2읍 16면)
- 1949년 8월 14일 삼도면·평동면·본량면을 광산군으로 편입하였다.[7] (2읍 13면)
- 1981년 7월 1일 나주읍 및 영산포읍 일원을 관할로 금성시를 신설(쌍둥이도시:기능, 성격 등이 유사한 인접 두 도시가 상호 팽창에 따라 합쳐진 도시)하였다.[8](시: 11 행정동, 군: 13면)

11동 - 송월동, 영강동, 금남동, 향교동, 남산동, 성북동, 송현동, 영산동, 부덕동, 이창동, 가야동
- 1983년 2월 15일 문평면 청정리·운봉리·신광리 및 옥당리 일부를 다시면에 편입하였다.[9]
- 1986년 1월 1일 금성시를 나주시로 개칭하였다.[10]
- 1995년 1월 1일 나주시 일원과 나주군 일원을 관할로 도농 복합 형태의 나주시가 설치되었다.[11]
- 1995년 3월 1일 남평면을 남평읍으로 승격하였다.[12] (1읍 12면 11행정동)
- 1996년 6월 24일 반남면 하촌리를 성계리로, 다시면 신풍리를 회진리로 개칭하였다.[13]
- 1998년 10월 1일 향교동·남산동을 금남동으로, 송현동을 성북동으로, 부덕동을 영산동으로, 가야동을 이창동으로 합동하였다.[14] (1읍 12면 6행정동)
- 2014년 2월 24일 광주·전남 공동혁신도시 부지에 편입된 금천면 석전리·동악리·광암리·월산리·신천리 및 산포면 매성리·신도리·송림리 각 일부를 관할로 빛가람동이 설치되었다.[15](1읍 12면 7행정동)

## 행정 구역 변경

### 1914년 조정 (부군면 통폐합)
조선총독부령 제111호로 다음과 같이 행정 구역이 정해졌다.
| 조선총독부령 제111호 |                                                |             |
| 구 행정구역          | 구 행정구역                                    | 신 행정구역 |
| 나주군               | 동부면(東部面) 일부, 서부면(西部面) 일부       | 나주면 일원 |
| 나주군               | 동부면 일부, 서부면 일부, 신촌면(新村面)       | 나신면 일원 |
| 나주군               | 지량면(知良面), 상곡면(上谷面)                 | 양지면 일원 |
| 나주군               | 공수면(公水面), 오산면(吾山面)                 | 공산면 일원 |
| 나주군               | 두동면(豆洞面), 곡강면(曲江面)                 | 동강면 일원 |
| 나주군               | 지죽면(枝竹面), 세화면(細花面)                 | 세지면 일원 |
| 나주군               | 마산면(馬山面), 욱곡면(郁谷面), 전왕면(田旺面) | 왕곡면 일원 |
| 나주군               | 죽포면(竹浦面), 수다면(水多面), 시랑면(侍郞面) | 다시면 일원 |
| 나주군               | 복암면(伏岩面), 이로면(伊老面), 금안면(金安面) | 노안면 일원 |
| 나주군               | 아계면(芽界面), 용문면(用文面), 거평면(居平面) | 문평면 일원 |
| 나주군               | 삼가면(三加面), 도림면(道林面)                 | 삼도면 일원 |
| 나주군               | 평리면(坪里面), 관동면(官洞面)                 | 평동면 일원 |
| 함평군               | 장본면(章本面), 적량면(赤良面), 여항면(閭項面) | 본량면 일원 |
| 남평군               | 군내면(郡內面), 동촌면(東村面), 저포면(猪浦面) | 남평면 일원 |
| 남평군               | 금마산면(金馬山面), 어천면(魚川面)             | 금천면 일원 |
| 남평군               | 덕곡면(德谷面), 죽곡면(竹谷面), 욱곡면(郁谷面) | 봉황면 일원 |
| 남평군               | 두산면(頭山面), 등포면(等浦面)                 | 산포면 일원 |
| 남평군               | 다소면(茶所面), 도천면(道川面)                 | 다도면 일원 |
| 조선총독부령 제111호 | |                |                                                                    |                                                                |
| 구 행정구역 | 구 행정구역 | 신 행정구역    | 신 행정구역                                                        | 신 행정구역                                                    |
| 나주군 동부면(東部面) 입석리/과원리/창촌 일부/후촌 일부/후청리 일부, 학교리 일부/남산리 일부/우변리 일부, 내도리 일부/죽림리 일부/(서부면) 성저리/영촌 일부, 지침리/후촌 일부/후청리 일부/남산리 일부/고동리 일부/학교리 일부, 후청리 일부/고동리 일부/창촌 일부/후촌 일부, 내도리 일부/죽림리 일부, 죽림리/외도리/진변리/(신촌면) 방목리 | 나주군 서부면(西部面) 장동/금계리/주사리 일부/천변리 일부, 천변리 일부/(동부면) 우변리 일부/학교리 일부/영촌 일부, 북문리/박정리/명당리 일부, 서내리 일부/명당리 일부/주사리 일부, 교촌 일부, 경현동/교촌 일부, 칠전동/대평리/신사리/대안리/축내리/율정리/용호리/기동, 장흥리/서당리/보현리/계룡리/삽치리/연산리, 월림리/월현리, 여제촌/연화촌/송계리/마제촌 일부/(이로면) 용암리 일부, 월평동/청암리/심동                                      | 나주면         | 과원정, 남문정, 대정정(大正町), 본정(本町), 북문정, 월견정(月見町) | 금정(錦町), 금성정, 박정리(朴丁里), 서문정, 향교리             |
| 나주군 동부면(東部面) 입석리/과원리/창촌 일부/후촌 일부/후청리 일부, 학교리 일부/남산리 일부/우변리 일부, 내도리 일부/죽림리 일부/(서부면) 성저리/영촌 일부, 지침리/후촌 일부/후청리 일부/남산리 일부/고동리 일부/학교리 일부, 후청리 일부/고동리 일부/창촌 일부/후촌 일부, 내도리 일부/죽림리 일부, 죽림리/외도리/진변리/(신촌면) 방목리 | 나주군 서부면(西部面) 장동/금계리/주사리 일부/천변리 일부, 천변리 일부/(동부면) 우변리 일부/학교리 일부/영촌 일부, 북문리/박정리/명당리 일부, 서내리 일부/명당리 일부/주사리 일부, 교촌 일부, 경현동/교촌 일부, 칠전동/대평리/신사리/대안리/축내리/율정리/용호리/기동, 장흥리/서당리/보현리/계룡리/삽치리/연산리, 월림리/월현리, 여제촌/연화촌/송계리/마제촌 일부/(이로면) 용암리 일부, 월평동/청암리/심동                                      | 나신면(羅新面) | 삼도리                                                             | 경현리, 대호리, 보산리, 석현리, 송촌리, 청동리                 |
| 나주군 신촌면(新村面) 남부리/내영리/역촌리, 전추리/월호리/용안리/용두리/창촌리 | 나주군 신촌면(新村面) 남부리/내영리/역촌리, 전추리/월호리/용안리/용두리/창촌리 | 나신면(羅新面) | 삼영리, 안창리                                                     | 삼영리, 안창리                                                 |
| 나주군 반남면(潘南面) 구은리/상대리/중대리/하대리 일부/영안리 일부/(공산면) 용연리 일부/흥복리 일부/(영암군 종남면) 갈마리 일부/(북이시면) 방두리 일부, 평리/용산리/성덕리 일부/봉산리 일부, 석천리, 신사리/백양리/북두리/평촌리 일부, 신정리/송내리/송정리/흥복리/청룡리/상두리/중두리, 하촌리 일부/(북이종면) 수량리 일부, 부흥리/봉덕리/봉하리/봉산리 일부/(북이종면) 덕림정리 일부                                                          | 나주군 반남면(潘南面) 구은리/상대리/중대리/하대리 일부/영안리 일부/(공산면) 용연리 일부/흥복리 일부/(영암군 종남면) 갈마리 일부/(북이시면) 방두리 일부, 평리/용산리/성덕리 일부/봉산리 일부, 석천리, 신사리/백양리/북두리/평촌리 일부, 신정리/송내리/송정리/흥복리/청룡리/상두리/중두리, 하촌리 일부/(북이종면) 수량리 일부, 부흥리/봉덕리/봉하리/봉산리 일부/(북이종면) 덕림정리 일부                                                          | 반남면         | 대안리, 덕산리, 석천리, 신촌리, 청송리, 하촌리, 흥덕리             | 대안리, 덕산리, 석천리, 신촌리, 청송리, 하촌리, 흥덕리         |
| 나주군 지량면(知良面) 안동/관동/성정리 일부/(남평군 어천면) 어전리 일부, 대박리 일부/(상곡면) 사동 일부, 부춘리/덕치리, 율정리/용산리, 영산포리 일부, 주면리/안동/영산포리 일부/(지죽면) 유곡리 일부/(전왕면) 불노촌 일부, 가척리/화산리/평죽리 일부/(남평군 어천면) 방축리 일부 | 나주군 지량면(知良面) 안동/관동/성정리 일부/(남평군 어천면) 어전리 일부, 대박리 일부/(상곡면) 사동 일부, 부춘리/덕치리, 율정리/용산리, 영산포리 일부, 주면리/안동/영산포리 일부/(지죽면) 유곡리 일부/(전왕면) 불노촌 일부, 가척리/화산리/평죽리 일부/(남평군 어천면) 방축리 일부 | 양지면(良知面) | 관정리, 대기리, 부덕리, 산정리(山亭里), 영산리, 이창리, 평산리     | 관정리, 대기리, 부덕리, 산정리(山亭里), 영산리, 이창리, 평산리 |
| 나주군 상곡면(上谷面) 온수리/동방리 일부/동령리 일부/용연리 일부/후동 일부/(욱곡면) 반유리 일부, 동흥리/양지리/오룡리/후동 일부/동촌 일부/동방리 일부/(욱곡면) 봉곡리 일부, 석계리/정량리/능동/(지량면) 가야동/(전왕면) 불노촌 일부, 포두촌리/진부촌리/평촌리/동촌 일부 | 나주군 상곡면(上谷面) 온수리/동방리 일부/동령리 일부/용연리 일부/후동 일부/(욱곡면) 반유리 일부, 동흥리/양지리/오룡리/후동 일부/동촌 일부/동방리 일부/(욱곡면) 봉곡리 일부, 석계리/정량리/능동/(지량면) 가야동/(전왕면) 불노촌 일부, 포두촌리/진부촌리/평촌리/동촌 일부 | 양지면(良知面) | 동수리, 오량리, 운곡리, 진포리                                     | 동수리, 오량리, 운곡리, 진포리                                 |
| 나주군 공수면(公水面) 금곡리, 송산리/월호리/(오산면) 신흥리, 이동/서촌/동곡리/(오산면) 송정리, 흥복리 일부/용연리 일부/(반남면) 영안리 일부, 삼장리/방축리/청림리/상촌, 청룡리/화산리/성남리 | 나주군 공수면(公水面) 금곡리, 송산리/월호리/(오산면) 신흥리, 이동/서촌/동곡리/(오산면) 송정리, 흥복리 일부/용연리 일부/(반남면) 영안리 일부, 삼장리/방축리/청림리/상촌, 청룡리/화산리/성남리 | 공산면         | 금곡리, 남창리, 동촌리, 복룡리, 상방리, 화성리                     | 금곡리, 남창리, 동촌리, 복룡리, 상방리, 화성리                 |
| 나주군 오산면(吾山面) 가흥리/연하리/인덕리/석계촌/전동/(공수면) 송호리/(곡강면) 와룡촌 일부, 갈마촌/백동/인동/사동/(공수면) 내기리, 상동/신양리/봉곡리 | 나주군 오산면(吾山面) 가흥리/연하리/인덕리/석계촌/전동/(공수면) 송호리/(곡강면) 와룡촌 일부, 갈마촌/백동/인동/사동/(공수면) 내기리, 상동/신양리/봉곡리 | 공산면         | 가송리, 백사리, 신곡리, 중포리                                     | 가송리, 백사리, 신곡리, 중포리                                 |
| 나주군 두동면(豆洞面) | 나주군 두동면(豆洞面) | 동강면         | 대전리, 옥정리, 월량리, 장동리, 진천리                             | 대전리, 옥정리, 월량리, 장동리, 진천리                         |
| 나주군 곡강면(曲江面) | 나주군 곡강면(曲江面) | 동강면         | 곡천리, 대지리, 양지리, 운산리, 월송리, 인동리                     | 곡천리, 대지리, 양지리, 운산리, 월송리, 인동리                 |
| 나주군 지죽면(枝竹面) | 나주군 지죽면(枝竹面) | 세지면         | 내정리, 대산리, 동곡리, 오봉리, 죽동리                             | 내정리, 대산리, 동곡리, 오봉리, 죽동리                         |
| 나주군 세화면(細花面) | 나주군 세화면(細花面) | 세지면         | 교산리, 벽산리, 성산리, 송제리                                     | 교산리, 벽산리, 성산리, 송제리                                 |
| 나주군 마산면(馬山面) 구호리/어성리/죽현리/창촌, 방하리/신하리/신흥리/박포리/장재리/영동/내동/외동, 화곡리/용교리/정촌 | 나주군 마산면(馬山面) 구호리/어성리/죽현리/창촌, 방하리/신하리/신흥리/박포리/장재리/영동/내동/외동, 화곡리/용교리/정촌 | 왕곡면         | 송죽리, 신포리, 화정리                                             | 송죽리, 신포리, 화정리                                         |
| 나주군 욱곡면(郁谷面) 금산리/봉곡리 일부/반유리 일부/동량리 일부/본욱리 일부, 방축리/용촌/호동 일부/옥동 일부/구천리 일부/방축목리 일부/동령리 일부/(전왕면) 본욱리 일부, 월봉리/구천리 일부/호동 일부/옥동 일부/(마산면) 흥동 | 나주군 욱곡면(郁谷面) 금산리/봉곡리 일부/반유리 일부/동량리 일부/본욱리 일부, 방축리/용촌/호동 일부/옥동 일부/구천리 일부/방축목리 일부/동령리 일부/(전왕면) 본욱리 일부, 월봉리/구천리 일부/호동 일부/옥동 일부/(마산면) 흥동 | 왕곡면         | 본량리, 옥곡리, 월천리                                             | 본량리, 옥곡리, 월천리                                         |
| 나주군 전왕면(田旺面) 동산촌/덕곡리/구사리/(욱곡면) 호동/연동/반유리 일부/(상곡면) 동령리 일부/용연리 일부, 장동/효동/신안역리/신정리 일부/석정리 일부/(욱곡면) 가동/본촌, 성재리/봉학리/봉운리/죽산리/금동/초동/봉동/판고리 일부/쌍교리 일부/신정리 일부/(지죽면) 다동 일부, 양지리/고산리/관산리/상사리 일부/석정리 일부, 장사리/봉성리/월산리/불노촌 일부/(지죽면) 유곡리 일부/(상곡면) 사동 일부/(지죽면) 대박리 일부, 평전리/행장리/탐태리 | 나주군 전왕면(田旺面) 동산촌/덕곡리/구사리/(욱곡면) 호동/연동/반유리 일부/(상곡면) 동령리 일부/용연리 일부, 장동/효동/신안역리/신정리 일부/석정리 일부/(욱곡면) 가동/본촌, 성재리/봉학리/봉운리/죽산리/금동/초동/봉동/판고리 일부/쌍교리 일부/신정리 일부/(지죽면) 다동 일부, 양지리/고산리/관산리/상사리 일부/석정리 일부, 장사리/봉성리/월산리/불노촌 일부/(지죽면) 유곡리 일부/(상곡면) 사동 일부/(지죽면) 대박리 일부, 평전리/행장리/탐태리 | 왕곡면         | 덕산리, 신가리, 신원리, 양산리, 장산리, 행전리                     | 덕산리, 신가리, 신원리, 양산리, 장산리, 행전리                 |
| 나주군 죽포면(竹浦面) | 나주군 죽포면(竹浦面) | 다시면         | 동당리, 복암리, 신석리, 죽산리                                     | 동당리, 복암리, 신석리, 죽산리                                 |
| 나주군 수다면(水多面) | 나주군 수다면(水多面) | 다시면         | 가흥리, 동곡리, 문동리, 송촌리, 영동리, 월태리                     | 가흥리, 동곡리, 문동리, 송촌리, 영동리, 월태리                 |
| 나주군 시랑면(侍郞面) | 나주군 시랑면(侍郞面) | 다시면         | 가운리, 신풍리                                                     | 가운리, 신풍리                                                 |
| 나주군 복암면(伏岩面) 추동/점등리/효복리/도천리/대암리/월산리/신사리/성산리/월곡리/(광주군 마곡면) 용동리 일부, 영평리/기곡리/석곡리/유림촌/토등촌/감정리/성동/(이로면)언구리/금치리/하치리/가곡리/예산리, 장림촌/흠내리/내동/(서부면) 장지촌, 용산리/봉호리/학림리/용동 일부/(서부면) 동산리 일부/(광주군 마곡면) 용동리 일부 | 나주군 복암면(伏岩面) 추동/점등리/효복리/도천리/대암리/월산리/신사리/성산리/월곡리/(광주군 마곡면) 용동리 일부, 영평리/기곡리/석곡리/유림촌/토등촌/감정리/성동/(이로면)언구리/금치리/하치리/가곡리/예산리, 장림촌/흠내리/내동/(서부면) 장지촌, 용산리/봉호리/학림리/용동 일부/(서부면) 동산리 일부/(광주군 마곡면) 용동리 일부 | 노안면         | 도산리, 유곡리, 장동리, 학산리                                     | 도산리, 유곡리, 장동리, 학산리                                 |
| 나주군 이로면(伊老面) 봉산리/봉봉리/중월리/죽산리/덕림리/봉동/계동/삽동, 황계리/복호리/회룡리/만박리/(복암면) 금암리/(금안면) 신암리, 재등리/장등리/시목리/영천리/계양리/금동/호동/천동, 오리촌/우산리/괴정리/석정리/기동 | 나주군 이로면(伊老面) 봉산리/봉봉리/중월리/죽산리/덕림리/봉동/계동/삽동, 황계리/복호리/회룡리/만박리/(복암면) 금암리/(금안면) 신암리, 재등리/장등리/시목리/영천리/계양리/금동/호동/천동, 오리촌/우산리/괴정리/석정리/기동 | 노안면         | 계림리, 금동리, 양천리, 오정리                                     | 계림리, 금동리, 양천리, 오정리                                 |
| 나주군 금안면(金安面) 구축리/고정리, 반송리/수각리/어장리/원당리/송대리/광곡리/(이로면) 인천리, 정교리/이룡리/남당리/천변리/대안동/목동/평산리/(금안면) 신광리/안동/용광리/장자리/월평리/월정리, 영안촌/태평리/신곡리/복룡리/옥동/(이로면) 용암리 일부/(서부면) 마제촌 일부, 사룡리/오정리/월송리/남산리/(이로면) 금곡리 | 나주군 금안면(金安面) 구축리/고정리, 반송리/수각리/어장리/원당리/송대리/광곡리/(이로면) 인천리, 정교리/이룡리/남당리/천변리/대안동/목동/평산리/(금안면) 신광리/안동/용광리/장자리/월평리/월정리, 영안촌/태평리/신곡리/복룡리/옥동/(이로면) 용암리 일부/(서부면) 마제촌 일부, 사룡리/오정리/월송리/남산리/(이로면) 금곡리 | 노안면         | 구정리, 금안리, 안산리, 영평리, 용산리                             | 구정리, 금안리, 안산리, 영평리, 용산리                         |
| 나주군 아계면(芽界面) | 나주군 아계면(芽界面) | 문평면         | 오룡리, 옥당리, 운봉리, 학동리                                     | 오룡리, 옥당리, 운봉리, 학동리                                 |
| 나주군 용문면(用文面) | 나주군 용문면(用文面) | 문평면         | 계로리, 국동리, 신광리, 청정리, 학교리                             | 계로리, 국동리, 신광리, 청정리, 학교리                         |
| 나주군 거평면(居平面) | 나주군 거평면(居平面) | 문평면         | 대도리, 동원리, 북동리, 산호리, 송산리, 안곡리                     | 대도리, 동원리, 북동리, 산호리, 송산리, 안곡리                 |
| 나주군 삼가면(三加面) 지동/덕각리/양림리/기룡리/중흥리/만림리 일부, 삼암리/응유리/치암리 일부/(도림면) 칠성리, 세동/죽산리/(도림면) 광산리/(삼가면) 송동 일부/(함평군 적량면) 가마리 일부, 복림리/광암리/운암리/평림리/양촌, 지산리/신정리/삼가리/운평리 | 나주군 삼가면(三加面) 지동/덕각리/양림리/기룡리/중흥리/만림리 일부, 삼암리/응유리/치암리 일부/(도림면) 칠성리, 세동/죽산리/(도림면) 광산리/(삼가면) 송동 일부/(함평군 적량면) 가마리 일부, 복림리/광암리/운암리/평림리/양촌, 지산리/신정리/삼가리/운평리 | 삼도면         | 도덕리, 삼거리, 송산리, 오운리, 지평리                             | 도덕리, 삼거리, 송산리, 오운리, 지평리                         |
| 나주군 도림면(道林面) 망월리/용산리/(삼가면) 내동/자계리, 대야리/우치리/가산리, 도야리/회룡리/동촌, 송계동/봉학리/국룡리, 복동/내사리/신촌 일부, 복만리/월전리/석암리/마암리/(함평군 갈동면) 내기리 일부/(월악면) 외치리 일부 | 나주군 도림면(道林面) 망월리/용산리/(삼가면) 내동/자계리, 대야리/우치리/가산리, 도야리/회룡리/동촌, 송계동/봉학리/국룡리, 복동/내사리/신촌 일부, 복만리/월전리/석암리/마암리/(함평군 갈동면) 내기리 일부/(월악면) 외치리 일부 | 삼도면         | 내산리, 대산리, 삼도리, 송학리, 신동리, 양동리                     | 내산리, 대산리, 삼도리, 송학리, 신동리, 양동리                 |
| 나주군 평리면(坪里面) | 나주군 평리면(坪里面) | 평동면         | 송촌리, 연산리, 옥동리, 월전리, 장록리, 지죽리                     | 송촌리, 연산리, 옥동리, 월전리, 장록리, 지죽리                 |
| 나주군 관동면(官洞面) | 나주군 관동면(官洞面) | 평동면         | 동산리, 용동리, 용곡리, 명화리, 지정리                             | 동산리, 용동리, 용곡리, 명화리, 지정리                         |
| 남평군 군내면(郡內面) 원촌/방축리 일부/석교리 일부/(등포면) 등수리 일부, 옥촌 일부/교촌 일부/석교리 일부, 장기리/대교리 일부/하촌리 일부/(두산면) 구등리 일부/정자리 일부, 하촌리 일부/대교리 일부/석교리 일부/대문리 일부/객사리 일부, 객사리 일부/동문리 일부/대교리 일부/대문리 일부, 서원리/오창리/동문리 일부/(저포면) 봉산리 | 남평군 군내면(郡內面) 원촌/방축리 일부/석교리 일부/(등포면) 등수리 일부, 옥촌 일부/교촌 일부/석교리 일부, 장기리/대교리 일부/하촌리 일부/(두산면) 구등리 일부/정자리 일부, 하촌리 일부/대교리 일부/석교리 일부/대문리 일부/객사리 일부, 객사리 일부/동문리 일부/대교리 일부/대문리 일부, 서원리/오창리/동문리 일부/(저포면) 봉산리 | 남평면         | 교원리, 교촌리, 남평리, 대교리, 동사리, 서산리                     | 교원리, 교촌리, 남평리, 대교리, 동사리, 서산리                 |
| 남평군 동촌면(東村面) 광이리 일부, 쟁광리/신촌/노동 일부, 남석리/중람리/하람리, 노동 일부, 수청동/원후리/광이리 일부, 어전리/(두산면) 노가리/반월리 일부/상촌 일부, 죽림동/원적동/풍강리 | 남평군 동촌면(東村面) 광이리 일부, 쟁광리/신촌/노동 일부, 남석리/중람리/하람리, 노동 일부, 수청동/원후리/광이리 일부, 어전리/(두산면) 노가리/반월리 일부/상촌 일부, 죽림동/원적동/풍강리 | 남평면         | 광이리, 광촌리, 남석리, 노동리, 수원리, 평산리, 풍림리             | 광이리, 광촌리, 남석리, 노동리, 수원리, 평산리, 풍림리         |
| 남평군 저포면(猪浦面) 연곡리/상촌 일부/(도림면) 유촌 일부, 오룡리/옥룡리/반계리 일부, 갈갈리/문무리/우진리/인암리/구로리/사산리/운동 일부/내기리 일부/반계리 일부/(능주군 도장면) 화포리 일부/(대곡면) 평촌 일부/점촌 일부/(화남면) 이곡리 일부 | 남평군 저포면(猪浦面) 연곡리/상촌 일부/(도림면) 유촌 일부, 오룡리/옥룡리/반계리 일부, 갈갈리/문무리/우진리/인암리/구로리/사산리/운동 일부/내기리 일부/반계리 일부/(능주군 도장면) 화포리 일부/(대곡면) 평촌 일부/점촌 일부/(화남면) 이곡리 일부 | 남평면         | 상곡리, 오계리, 우산리                                             | 상곡리, 오계리, 우산리                                         |
| 남평군 등포면(等浦面) | 남평군 등포면(等浦面) | 산포면         | 등수리, 산제리, 송림리, 신도리, 화지리                             | 등수리, 산제리, 송림리, 신도리, 화지리                         |
| 남평군 두산면(頭山面) | 남평군 두산면(頭山面) | 산포면         | 내기리, 덕례리, 등정리, 매성리                                     | 내기리, 덕례리, 등정리, 매성리                                 |
| 남평군 금마산면(金馬山面) 송촌/당가리/신촌리 일부/(광주군 대지면) 이천리, 산당리/미곡리/원촌/본촌 일부, 추동/연곡리/신촌리 일부/본촌 일부 | 남평군 금마산면(金馬山面) 송촌/당가리/신촌리 일부/(광주군 대지면) 이천리, 산당리/미곡리/원촌/본촌 일부, 추동/연곡리/신촌리 일부/본촌 일부 | 금천면         | 신가리, 원곡리, 촌곡리                                             | 신가리, 원곡리, 촌곡리                                         |
| 남평군 어천면(魚川面) 석동/자모리/고안리/벽류리 일부, 상잉리/중잉리/광석리 일부, 망악리/상야리 일부/(금마산면) 황동 일부, 천석동/주전리/상야리 일부, 농소리/신방리/구천리/방축리 일부/황동리 일부/어전리 일부/광석리 일부/(나주군 지량면) 평죽리 일부/성정리 일부, 봉동/용동/세류리/벽류리 일부/(금마산면) 금구동, 신갈리/갈산리/월정리 일부/원동 일부/(죽곡면) 옥산리 일부/(두산면) 신평리 일부, 상촌/화기리/변죽리/야죽리                     | 남평군 어천면(魚川面) 석동/자모리/고안리/벽류리 일부, 상잉리/중잉리/광석리 일부, 망악리/상야리 일부/(금마산면) 황동 일부, 천석동/주전리/상야리 일부, 농소리/신방리/구천리/방축리 일부/황동리 일부/어전리 일부/광석리 일부/(나주군 지량면) 평죽리 일부/성정리 일부, 봉동/용동/세류리/벽류리 일부/(금마산면) 금구동, 신갈리/갈산리/월정리 일부/원동 일부/(죽곡면) 옥산리 일부/(두산면) 신평리 일부, 상촌/화기리/변죽리/야죽리                     | 금천면         | 고동리, 광암리, 동악리, 석전리, 신천리, 오강리, 월산리, 죽촌리     | 고동리, 광암리, 동악리, 석전리, 신천리, 오강리, 월산리, 죽촌리 |
| 남평군 덕곡면(德谷面) 내동리/마동리/구각리 일부/문현리 일부/천촌리 일부, 임동리/박곡리/(욱곡면) 유정리/(죽곡면) 다락리 일부/장성동 일부, 원봉리/문현리 일부/송촌리 일부/천촌리 일부 | 남평군 덕곡면(德谷面) 내동리/마동리/구각리 일부/문현리 일부/천촌리 일부, 임동리/박곡리/(욱곡면) 유정리/(죽곡면) 다락리 일부/장성동 일부, 원봉리/문현리 일부/송촌리 일부/천촌리 일부 | 봉황면         | 각동리, 유곡리, 송현리                                             | 각동리, 유곡리, 송현리                                         |
| 남평군 욱곡면(郁谷面) 덕룡동/쌍동/(나주군 지죽면) 덕용리/평월리 일부, 신창리/학림리/신덕리/야학동/서당리 일부/(나주군 지죽면) 신덕리 일부/봉동 일부, 유곡리/용암리/우봉리/(나주군 지죽면) 만년리/평월리 일부, 탑동/방동/장산리/두음리 일부/(죽곡면) 신점리, 내촌/용강리/오림리/장치리/서당리 일부/홍동 일부, 소방동/흥동/예동/비조리/본욱리/반암리, 동곡리/태봉리/부정리/장서리/신황리/구황리/두음리 일부                                       | 남평군 욱곡면(郁谷面) 덕룡동/쌍동/(나주군 지죽면) 덕용리/평월리 일부, 신창리/학림리/신덕리/야학동/서당리 일부/(나주군 지죽면) 신덕리 일부/봉동 일부, 유곡리/용암리/우봉리/(나주군 지죽면) 만년리/평월리 일부, 탑동/방동/장산리/두음리 일부/(죽곡면) 신점리, 내촌/용강리/오림리/장치리/서당리 일부/홍동 일부, 소방동/흥동/예동/비조리/본욱리/반암리, 동곡리/태봉리/부정리/장서리/신황리/구황리/두음리 일부                                       | 봉황면         | 덕곡리, 덕림리, 만봉리, 신동리, 오림리, 욱곡리, 황룡리             | 덕곡리, 덕림리, 만봉리, 신동리, 오림리, 욱곡리, 황룡리         |
| 남평군 죽곡면(竹谷面) 용정리/미사리/월곡리/이곡리, 지동/효농리/신기리/용두리/관전리, 옥산리, 분동/와우리 일부, 장성동 일부/두사동 일부/다락리 일부, 본죽리/구석리/신애리/고미리/신석리 일부/두사동 일부/(덕곡면) 송촌리 일부, 거성동/신석리 일부/(덕곡면) 등내리/유촌리/수각리 일부 | 남평군 죽곡면(竹谷面) 용정리/미사리/월곡리/이곡리, 지동/효농리/신기리/용두리/관전리, 옥산리, 분동/와우리 일부, 장성동 일부/두사동 일부/다락리 일부, 본죽리/구석리/신애리/고미리/신석리 일부/두사동 일부/(덕곡면) 송촌리 일부, 거성동/신석리 일부/(덕곡면) 등내리/유촌리/수각리 일부 | 봉황면         | 용곡리, 용전리, 옥산리, 와우리, 운곡리, 장성리, 죽석리, 철천리     | 용곡리, 용전리, 옥산리, 와우리, 운곡리, 장성리, 죽석리, 철천리 |
| 남평군 다소면(茶所面) | 남평군 다소면(茶所面) | 다도면         | 대초리, 덕림리, 도동리, 마산리, 방산리                             | 대초리, 덕림리, 도동리, 마산리, 방산리                         |
| 남평군 도천면(道川面) | 남평군 도천면(道川面) | 다도면         | 궁원리, 덕동리, 송학리, 신동리, 암정리, 판촌리, 풍산리             | 궁원리, 덕동리, 송학리, 신동리, 암정리, 판촌리, 풍산리         |

### 1914년 당시 행정 구역
18면 - 나주면, 나신면, 양지면, 공산면, 동강면, 세지면, 왕곡면, 다시면, 문평면, 노안면, 삼도면, 평동면, 본량면, 남평면, 금천면, 봉황면, 산포면, 다도면

### 1929년 조정
나신면이 폐지되면서 인근 면에 분할 편입되었다.
| 도령 제5호                                                                    |             |
| 구 행정구역                                                                   | 신 행정구역 |
| 나신면 석현리, 송촌리, 경현리, 대호리, 보산리, 청동리, 토계리, 송월리, 삼도리 | 나주면 일부 |
| 나신면 삼영리, 안창리                                                         | 영산면 일부 |

### 1983년 조정
다음과 같이 행정구역이 변화되었다.
| 대통령령 제11027호            |             |
| 구 행정구역                   | 신 행정구역 |
| 문평면 청정리, 신광리, 옥당리 | 다시면 일부 |